# BL 4.5インチ砲

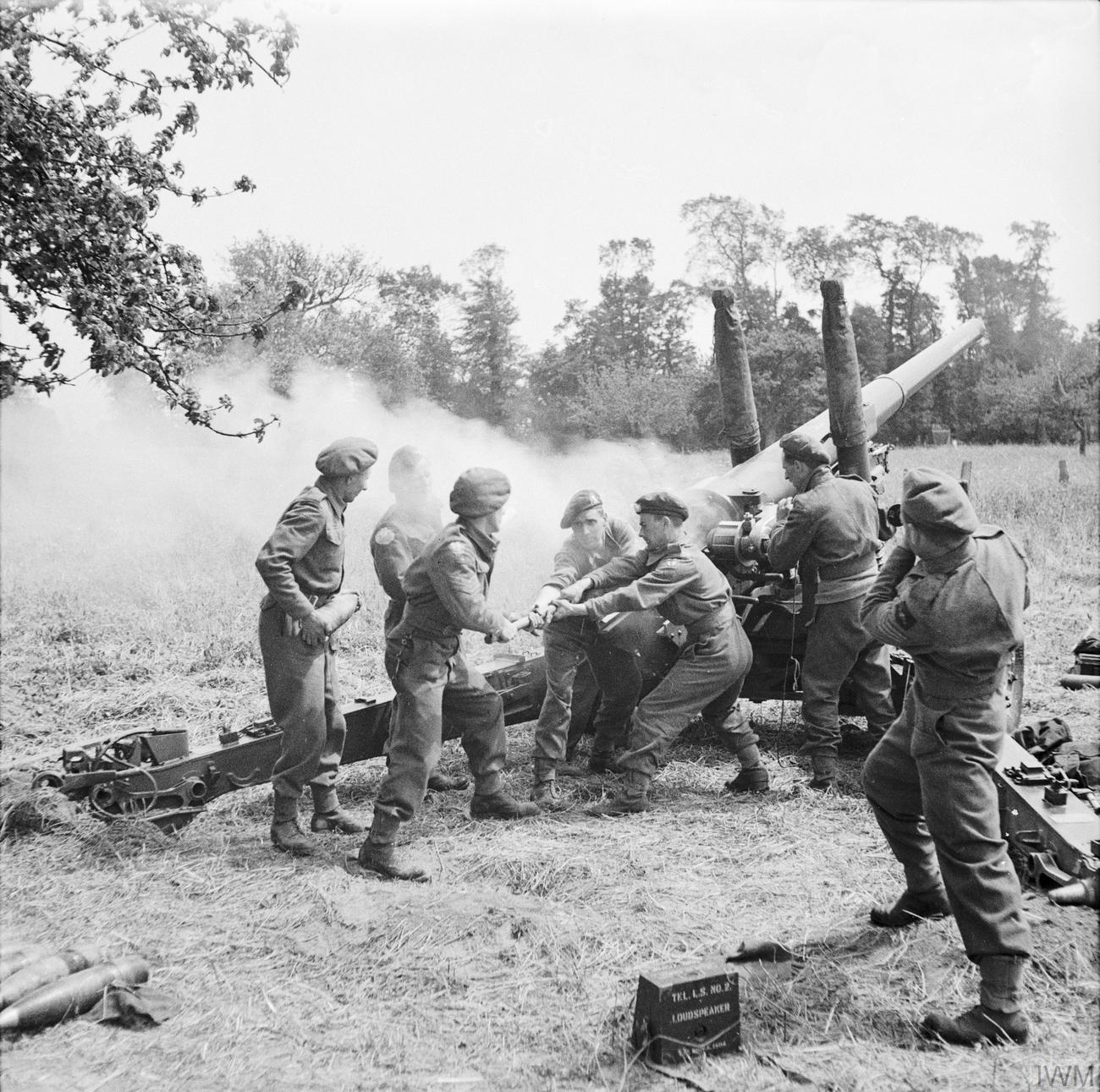
BL 4.5インチ中砲Mk.II
BL 5.5インチ砲の砲架を流用している。

BL 4.5インチ中砲（英: BL 4.5 inch Medium Field Gun）は、第二次世界大戦の初期からイギリス陸軍が使用していた中級砲（重野砲）である。

## 開発
1930年代末、イギリス陸軍はBL 60ポンド砲の後継となる新型重野砲の開発を開始した。BL 4.5インチ砲の砲身は新規に設計されたものであるが砲架と駐退復座機はBL 60ポンド砲のMk.IV砲架を流用してBL 4.5インチ砲Mk.Iが完成された。後には砲架をBL 5.5インチ砲のものに変更し水平射角を拡大させたMk.IIに生産が切り替えられている。
生産は第二次世界大戦勃発後の1940年に開始された。射程においては5.5インチ砲を上回っていたが、小口径ゆえに硬化目標に対する破壊力が劣ったため大戦終結後間もなく訓練用とされ、そのまま1959年に退役した。

## スペック
- 口径：114mm
- 全長：m
- 全幅：m
- 重量：5,800kg
- 砲身長：4,690mm（41口径）
- 仰俯角：-°~+°
- 左右旋回角：°
- 運用要員：名
- 発射速度：発/分（最大）
- 射程：18,000m
- 生産期間：年~年
- 生産総数：門